# Pałac w Koźmicach
Pałac w Koźmicach – zabytkowy pałac wybudowany w 1606 r. w Koźmicach.

## Położenie
Pałac położony jest w Koźmicach – wsi w Polsce położona w województwie dolnośląskim, w powiecie ząbkowickim, w gminie Ciepłowody.

## Opis
Wczesnobarokowy piętrowy pałac przebudowano w 1916 r. Obiekt posiada dwukondygnacyjne skrzydło.